# Francis Heylighen

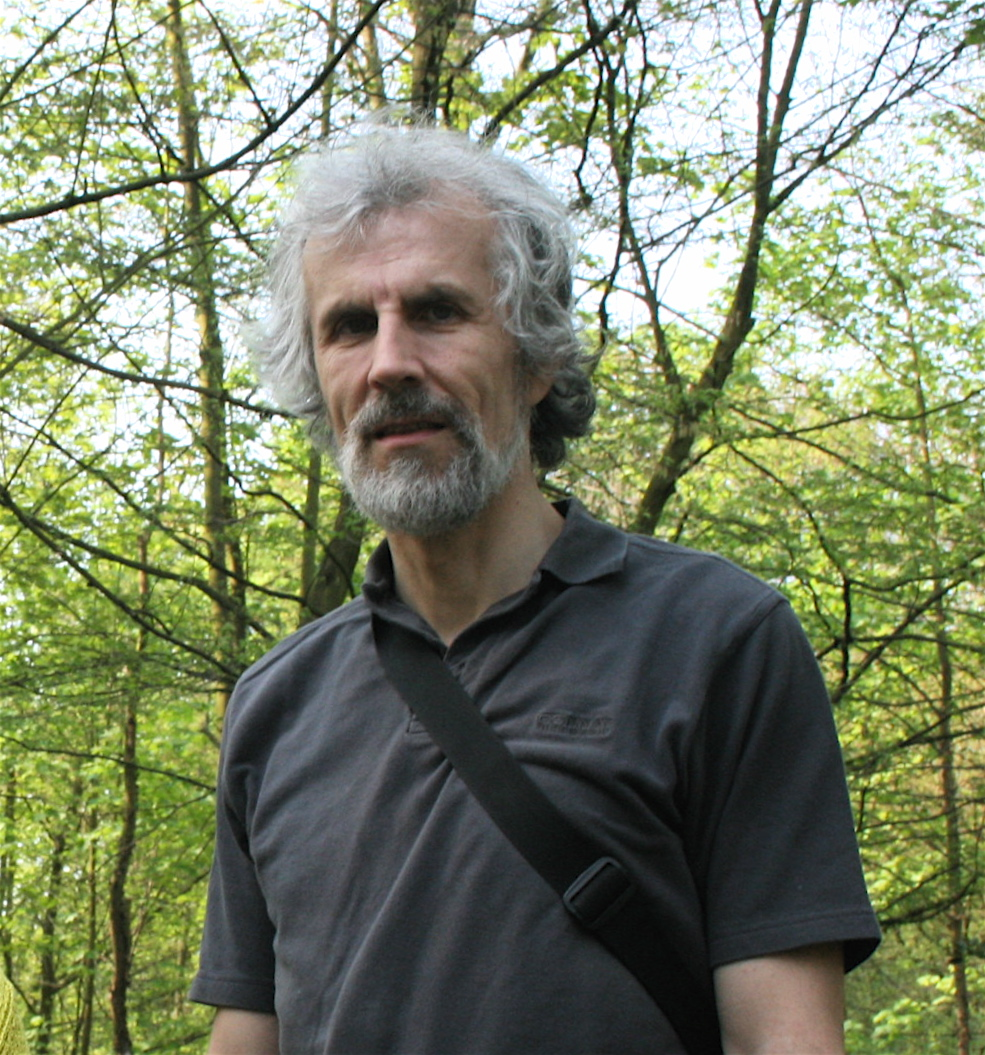
Francis Heylighen, 2009

Francis Heylighen (Vilvoorde, 27 september 1960) is een Vlaams cyberneticus, en hoogleraar aan de Vrije Universiteit Brussel bij de onderzoeksgroep Evolutie, Complexiteit en Cognitie. Hij verricht hier onderzoek naar complexe en zelforganiserende systemen.

## Levensloop
Heylighen volgde het Koninklijk Atheneum Pitzemburg in Mechelen, in de voormalige commanderij van Pitzemburg en studeerde vervolgens Wiskundige natuurkunde aan de Vrije Universiteit Brussel (VUB). In 1982 studeerde hij hier af als licentiaat en in 1987 promoveerde hij op het proefschrift "Representation and Change. An Integrative Metarepresentational Framework for the
Foundations of Physical and Cognitive Science.".
In 1983 was Heylighten gestart als onderzoeker voor het Belgische Nationaal Fonds voor Wetenschappelijk Onderzoek (NFWO). Vanaf 1995 is hij verbonden aan het Center Leo Apostel for interdisciplinary studies aan de Vrije Universiteit Brussel (VUB). In 2001 volgde zijn aanstelling als hoogleraar aan de Vrije Universiteit Brussel (VUB). In 2004 heeft hij hier de ECCO onderzoeksgroep opgericht, die hij sindsdien leidt.
Met de Russische Valentin Turchin en de Amerikaanse Cliff Joslyn startte zij in 1989 het Principia Cybernetica Project voor de ontwikkeling van cybernetica. In 1996 richtte Heylighen de "Global Brain Group" op: een internationaal discussieforum voor wetenschappers op het gebied van emergentie en intelligentie.

## Publicaties
- 1987. Representation and Change. An Integrative Metarepresentational Framework for the Foundations of Physical and Cognitive Science. Proefschrift Vrije Universiteit Brussel (VUB)
- 1992. What are Cybernetics and Systems Science? The Primer Project. Met Cliff Joslyn, International Society for the Systems Sciences (ISSS).
- 1992. "What is Systems Theory?". in: Principia Cybernetica Web, 1992 met Cliff Joslyn.